# بوتني بريج (محطة مترو أنفاق لندن)
بوتني بريج (بالإنجليزية: Putney Bridge)‏ هي إحدى محطات مترو أنفاق لندن. تقع على خط ديستريكت افتتحت في المنطقة (Zone) رقم 2 أفتتحت في 1 مارس 1880.